# Sascha Dum
Sascha Dum (Leverkusen, 3 juli 1986) is een Duitse voetballer (verdediger/middenvelder) die sinds 2010 voor Fortuna Düsseldorf uitkomt.
Zijn vader Manfred Dum was ook profvoetballer en speelde onder andere voor 1. FC Saarbrücken, Union Sollingen en SC Freiburg.